# Liste des avions de l'armée de l'air égyptienne
Cet article fournit diverses informations sur les avions de l'armée de l'air égyptienne.

## Appareils à ailes fixes
| Aéronef                                    | Origine             | Type                            | Versions                                  | Nombre      | Années    | Remarques                                 |
| ------------------------------------------ | ------------------- | ------------------------------- | ----------------------------------------- | ----------- | --------- | ----------------------------------------- |
| Aero L-60 Brigadyr                         | Tchécoslovaquie     | Avion utilitaire                |                                           |             |           |                                           |
| Aero L-29 Delfin                           | Tchécoslovaquie     | Appareil d'entraînement         |                                           | 120         |           | [ 1 ]                                     |
| Aero L-39 Albatros                         | Tchécoslovaquie     | Appareil d'entraînement         | L-39ZO                                    |             |           | [ 2 ]                                     |
| Aero L-59 Super Albatros                   | Tchécoslovaquie     | Appareil d'entraînement         | L-59E                                     | 48          |           | [ 2 ]                                     |
| Airspeed Oxford                            | Royaume-Uni         | Appareil d'entraînement         |                                           |             |           | [ 1 ]                                     |
| Antonov An-12                              | Union soviétique    | Transport                       |                                           | 32          |           | [ 1 ]                                     |
| Antonov An-24                              | Union soviétique    | Transport                       |                                           |             |           |                                           |
| Antonov An-72                              | Ukraine             | Transport                       | An-74T-200                                | 13          |           |                                           |
| Avro 618 Ten                               | Royaume-Uni         | Transport                       |                                           |             |           | [ 1 ]                                     |
| Avro 626                                   | Royaume-Uni         | Appareil d'entraînement         |                                           |             |           | [ 1 ]                                     |
| Avro 652                                   | Royaume-Uni         | Transport                       |                                           |             |           | [ 1 ]                                     |
| Avro 674                                   | Royaume-Uni         | Bombardier léger                |                                           |             |           | [ 1 ]                                     |
| Avro Anson                                 | Royaume-Uni         | Appareil d'entraînement         | Mk. IMk. XIXMk. XXII                      |             |           | [ 1 ]                                     |
| Avro Commodore                             | Royaume-Uni         | Transport                       |                                           |             |           | [ 1 ]                                     |
| Avro Lancaster                             | Royaume-Uni         | Bombardier                      | B.I                                       |             |           | [ 1 ]                                     |
| Beech D-18S                                | États-Unis          | Appareil d'entraînement         |                                           |             |           | [ 1 ]                                     |
| Beech 1900                                 | États-Unis          | Patrouilleur maritimeELINT      | 1900C                                     | 8           |           | ,                                         |
| Boeing 707                                 | États-Unis          | Transport                       |                                           | 1           |           | flotte présidentielle                     |
| Boeing 737                                 | États-Unis          | Transport                       |                                           | 4           |           | flotte présidentielle                     |
| Chengdu J-7 Airguard                       | Chine               | Chasseur                        | F-7BF-7M                                  | 150         |           | ,                                         |
| Consolidated PBY Catalina                  | États-Unis          | Hydravion à coque               |                                           |             |           | [ 1 ]                                     |
| Curtiss C-46 Commando                      | États-Unis          | Transport                       | C-46D                                     |             |           | [ 1 ]                                     |
| Curtiss P-40 Tomahawk                      | États-Unis          | Chasseur                        | IIA                                       |             |           | [ 1 ]                                     |
| Dassault-Dornier Alpha Jet                 | France/ Égypte      | Appareil d'entraînement         | MS1MS2                                    | 3014        |           | ,                                         |
| Dassault Falcon 20                         | France              | Transport                       |                                           |             |           | flotte présidentielle                     |
| Dassault Mirage 5                          | France              | Chasseur                        | 5SDD5E5SDE5DDR                            | 82          |           | ,                                         |
| Dassault Mirage 2000                       | France              | Chasseur                        | 2000BM2000EM                              | 315         |           | ,                                         |
| Dassault Rafale                            | France              | Chasseur                        |                                           | 3 (24)      |           | [ 3 ]                                     |
| de Havilland DH.60 Moth                    | Royaume-Uni         | Appareil d'entraînement         | DH. 60T                                   |             |           | [ 1 ]                                     |
| de Havilland Canada DHC-1 Chipmunk         | Canada/ Royaume-Uni | Appareil d'entraînement         |                                           |             |           | [ 1 ]                                     |
| de Havilland Canada DHC-5 Buffalo          | Canada              | Avion utilitaire                | DHC-5D                                    | 9           |           | ,                                         |
| de Havilland DH.104 Dove                   | Royaume-Uni         | Transport                       |                                           |             |           | [ 1 ]                                     |
| de Havilland Dragon Rapide                 | Royaume-Uni         | Transport                       |                                           |             |           | [ 1 ]                                     |
| de Havilland Vampire                       | Royaume-Uni         | Chasseur                        | FB52T55                                   |             |           | [ 1 ]                                     |
| Douglas C-47 Dakota                        | États-Unis          | Transport/ Bombardier           |                                           |             |           | [ 1 ]                                     |
| CASA C-295                                 | Espagne             | Transport                       |                                           | 3 commandés |           | [ 4 ]                                     |
| Embraer EMB-312 Tucano                     | Brésil              | Appareil d'entraînement         |                                           | 54          |           | ,                                         |
| Fairey Gordon                              | Royaume-Uni         | Bombardier léger                |                                           |             |           | [ 1 ]                                     |
| Fiat G55                                   | Italie              | Chasseur                        |                                           |             |           | [ 1 ]                                     |
| Gloster Gladiator                          | Royaume-Uni         | Chasseur                        | Gladiator IGladiator II                   |             |           | [ 1 ]                                     |
| Gloster Meteor                             | Royaume-Uni         | Chasseur                        | F4/F8F7NF13                               |             |           | [ 1 ]                                     |
| Grob G 115                                 | Allemagne           | Appareil d'entraînement         | G-115E                                    | 74          |           | [ 2 ]                                     |
| Grumman Mallard                            | États-Unis          | Hydravion à coque               |                                           |             |           | [ 1 ]                                     |
| Gulfstream III                             | États-Unis          | Transport VIP                   |                                           |             |           | flotte présidentielle.                    |
| Gulfstream IV                              | États-Unis          | Transport VIP                   |                                           | 4           |           | flotte présidentielle.                    |
| HA Gomhouria                               | Égypte              | Appareil d'entraînement         |                                           |             |           | [ 1 ]                                     |
| HA-200 Al-Qahirah                          | Égypte              | Appareil d'entraînement         |                                           |             |           | [ 1 ]                                     |
| Helwan HA-300 (en)                         | Égypte              | Chasseur                        |                                           |             | -1969     | Expérimental, jamais entré en production. |
| Handley Page Halifax                       | Royaume-Uni         | Bombardier                      |                                           |             |           | [ 1 ]                                     |
| Hawker Audax                               | Royaume-Uni         | Bombardier léger                | Egyptian Audax                            | 34          |           | [ 1 ]                                     |
| Hawker Hart                                | Royaume-Uni         | Bombardier léger                |                                           |             |           | [ 1 ]                                     |
| Hawker Hurricane                           | Royaume-Uni         | Chasseur                        | Mk. IIC                                   |             |           | [ 1 ]                                     |
| Hawker Sea Fury                            | Royaume-Uni         | Chasseur                        | NX798 prototypeFB.11                      | 114         | 19481949- | ,                                         |
| Hongdu K-8 Karakorum                       | Chine/ Pakistan     | Appareil d'entraînement         | K-8E                                      | 120         |           | [ 2 ]                                     |
| Iliouchine Il-14                           | Union soviétique    | Transport                       | Il-14P                                    | 70          |           | [ 1 ]                                     |
| Iliouchine Il-28                           | Union soviétique    | Bombardier moyen                |                                           | 80          |           | [ 1 ]                                     |
| Lockheed C-130                             | États-Unis          | Transport                       | C-130HEC-130VC-130H                       | 2821        |           | ,                                         |
| Lockheed F-16 Fighting Falcon              | États-Unis          | Fighter                         | F-16AF-16BF-16CF-16D                      | 32813642    |           | ,                                         |
| Lockheed Lodestar                          | États-Unis          | Transport                       |                                           |             |           | [ 1 ]                                     |
| Macchi MB-308                              | Italie              | Avion polyvalent                |                                           |             |           | [ 1 ]                                     |
| Macchi M.C.205 Veltro                      | Italie              | Chasseur                        | MC.205V                                   |             |           | [ 1 ]                                     |
| McDonnell Douglas F-4 Phantom II           | États-Unis          | Chasseur                        | F-4E                                      | 46          |           | Ils sont tous hors service,.              |
| Mikoyan-Gourevitch MiG-15                  | Union soviétique    | ChasseurAppareil d'entraînement | MiG-15bisMiG-15UTI                        |             |           | [ 1 ]                                     |
| Mikoyan-Gourevitch MiG-17                  | Union soviétique    | Chasseur                        | MiG-17F                                   | 480         |           | [ 1 ]                                     |
| Mikoyan-Gourevitch MiG-19                  | Union soviétique    | Chasseur                        | MiG-19SF                                  | 145         |           | [ 1 ]                                     |
| Mikoyan-Gourevitch MiG-21                  | Union soviétique    | Chasseur                        | MiG-21F-13MiG-21MFMiG-21PFMiG-21UMMiG-21R |             |           | ,                                         |
| Mikoyan-Gourevitch MiG-23                  | Union soviétique    | Chasseur                        | MiG-23B                                   | 36          |           | [ 1 ]                                     |
| Miles M.14 Magister                        | Royaume-Uni         | Appareil d'entraînement         | M.14A                                     | 42          |           | [ 1 ]                                     |
| Miles M.19 Master II                       | Royaume-Uni         | Appareil d'entraînement         |                                           |             |           | [ 1 ]                                     |
| Morane-Saulnier MS.502                     | France              | Avion polyvalent                |                                           |             |           | [ 1 ]                                     |
| Mráz M.1 Sokol                             | Tchécoslovaquie     | Avion polyvalent                | M1-D                                      |             |           | [ 1 ]                                     |
| Műegyetemi Sportrepülő Egyesület M-24 (en) | Hongrie             | Avion polyvalent                |                                           | 2           |           | [ 1 ]                                     |
| Noorduyn Norseman                          | Canada              | Transport                       |                                           | 2           | 1948-     | [ 1 ]                                     |
| North American T-6 Texan                   | États-Unis          | Appareil d'entraînement         |                                           |             |           | [ 1 ]                                     |
| Northrop Grumman E-2 Hawkeye               | États-Unis          | Guet aérien                     | E-2C                                      | 8           |           | ,                                         |
| Percival Q.6 Petrel (en)                   | Royaume-Uni         | Avion polyvalent                |                                           |             |           | [ 1 ]                                     |
| Piper Super Cub                            | États-Unis          | Avion polyvalent                |                                           |             |           | [ 1 ]                                     |
| PZL-104 Wilga                              | Pologne             | Avion polyvalent                |                                           |             |           |                                           |
| Republic P-47 Thunderbolt                  | États-Unis          | Chasseur                        |                                           |             |           | [ 1 ]                                     |
| Shenyang J-6                               | Chine               | ChasseurAppareil d'entraînement | FT-6                                      | 7218        |           | [ 2 ]                                     |
| Short Stirling                             | Royaume-Uni         | Bombardier                      | Mk. IV                                    |             |           | [ 1 ]                                     |
| Soukhoï Su-7                               | Union soviétique    | Attaque au sol                  | Su-7BMK                                   | 140         |           | [ 1 ]                                     |
| Soukhoï Su-20                              | Union soviétique    | Attaque au sol                  | Su-20C                                    | 42          |           | [ 1 ]                                     |
| Supermarine Sea Otter                      | Royaume-Uni         | Hydravion à coque               |                                           |             |           | [ 1 ]                                     |
| Supermarine Spitfire                       | Royaume-Uni         | ChasseurAppareil d'entraînement | Mk. VMk. 9Mk. 22 T. Mk. 9                 |             |           | [ 1 ]                                     |
| Tupolev Tu-16                              | Union soviétique    | Bombardier                      |                                           | 30          |           | [ 1 ]                                     |
| Westland Wessex (en)                       | Royaume-Uni         | Transport                       |                                           | 1           |           | [ 7 ]                                     |
| Westland Lysander                          | Royaume-Uni         | Avion polyvalent                |                                           |             |           | [ 1 ]                                     |
| Yakovlev Yak-11                            | Union soviétique    | Appareil d'entraînement         |                                           |             |           | [ 1 ]                                     |
| Yakovlev Yak-18                            | Union soviétique    | Appareil d'entraînement         |                                           |             |           | [ 1 ]                                     |
| Zlín Z 26 TrenerZlin Z-26                  | Tchécoslovaquie     | Appareil d'entraînement         | Z-226T                                    |             |           | [ 1 ]                                     |
| Zlin Z-142 (de)                            | Tchécoslovaquie     | Appareil d'entraînement         | Z-142C                                    | 48          |           |                                           |

## Hélicoptères

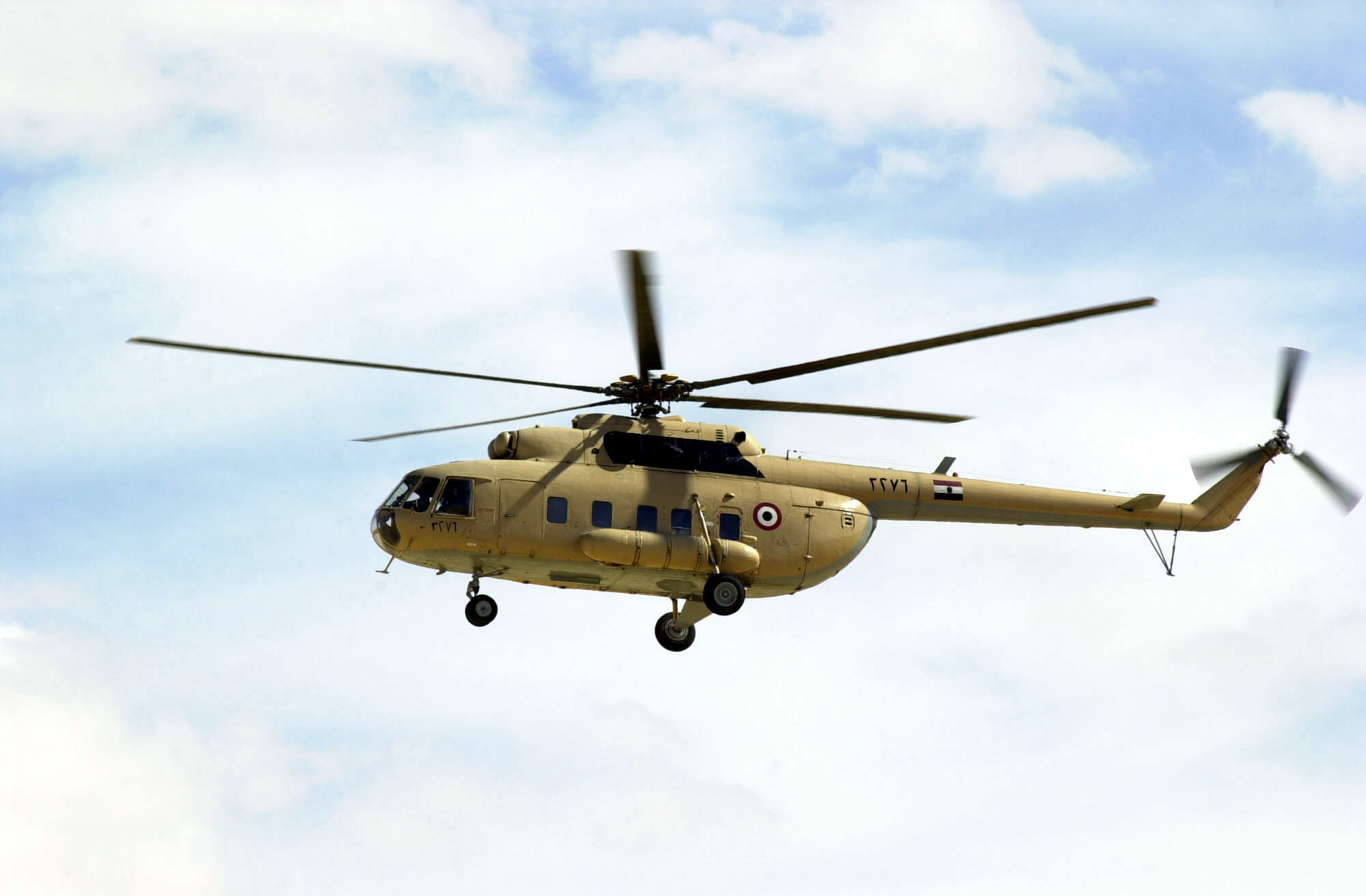
Egyptian Air Force Mi-8 Hip

| Aéronef                     | Origine          | Type                                      | Versions                                                   | Nombre | Années | Remarques                             |
| --------------------------- | ---------------- | ----------------------------------------- | ---------------------------------------------------------- | ------ | ------ | ------------------------------------- |
| Aérospatiale Gazelle        | France           | Attaque / Reconnaissance                  | SA-342K / SA-342L                                          | 108    |        | ,                                     |
| Boeing CH-47                | États-Unis       | Transport lourd                           | CH-47C / CH-47D                                            | 316    |        | ,                                     |
| Hiller UH-12                | États-Unis       | Multirôle                                 | UH-12E                                                     | 18     |        | ,                                     |
| Kaman SH-2G Super Seasprite | États-Unis       | Lutte anti-sous-marine                    | SH-2G/E                                                    | 13     |        | [ 2 ]                                 |
| Boeing AH-64 Apache         | États-Unis       | Attaque                                   | AH-64D                                                     | 47     |        | 35 en service et 12 en commande,      |
| Mil Mi-2                    | Pologne          | Hélicoptère polyvalent                    |                                                            |        |        | [ 1 ]                                 |
| Mil Mi-4                    | Union soviétique | Transport moyen                           |                                                            | 70     |        | [ 1 ]                                 |
| Mil Mi-6                    | Union soviétique | Transport lourd                           |                                                            | 20     |        | ,                                     |
| Mil Mi-8                    | Union soviétique | Assaut / Transport moyen                  | Mi-8T / Mi8TVK / Mi-8PPA / Mi-8MV / Mi-8R / Mi-8MB / Mi-8K |        |        | ,                                     |
| Mil Mi-17                   | Russie           | Assaut / Transport moyen                  | Mi-17H                                                     | 27     |        | [ 1 ]                                 |
| Sikorsky S-61               | États-Unis       | Transport moyen                           | S-61AD                                                     | 2      | 1975-  | ,                                     |
| Sikorsky SH-3 Sea King      | États-Unis       | Lutte anti-sous-marine / Transport léger  |                                                            | 28     |        |                                       |
| Sikorsky UH-60              | États-Unis       | Assaut / Recherche et sauvetage au combat | UH-60A / UH-60M                                            | 224    |        | ,                                     |
| Westland Commando           | Royaume-Uni      | Transport moyen                           | Mk. 1 / Mk. 2 / Mk. 2E                                     | 5194   |        | dont 2 dans la flotte présidentielle. |
| Westland Sea King           | Royaume-Uni      | Lutte anti-sous-marine                    | Mk. 47                                                     | 6      |        | ,                                     |
| Westland Dragonfly          | Royaume-Uni      | Hélicoptère polyvalent                    |                                                            | 2      |        | [ 1 ]                                 |